# Список деталей рельєфу Церери

Церера, знята космічним апаратом «Dawn»

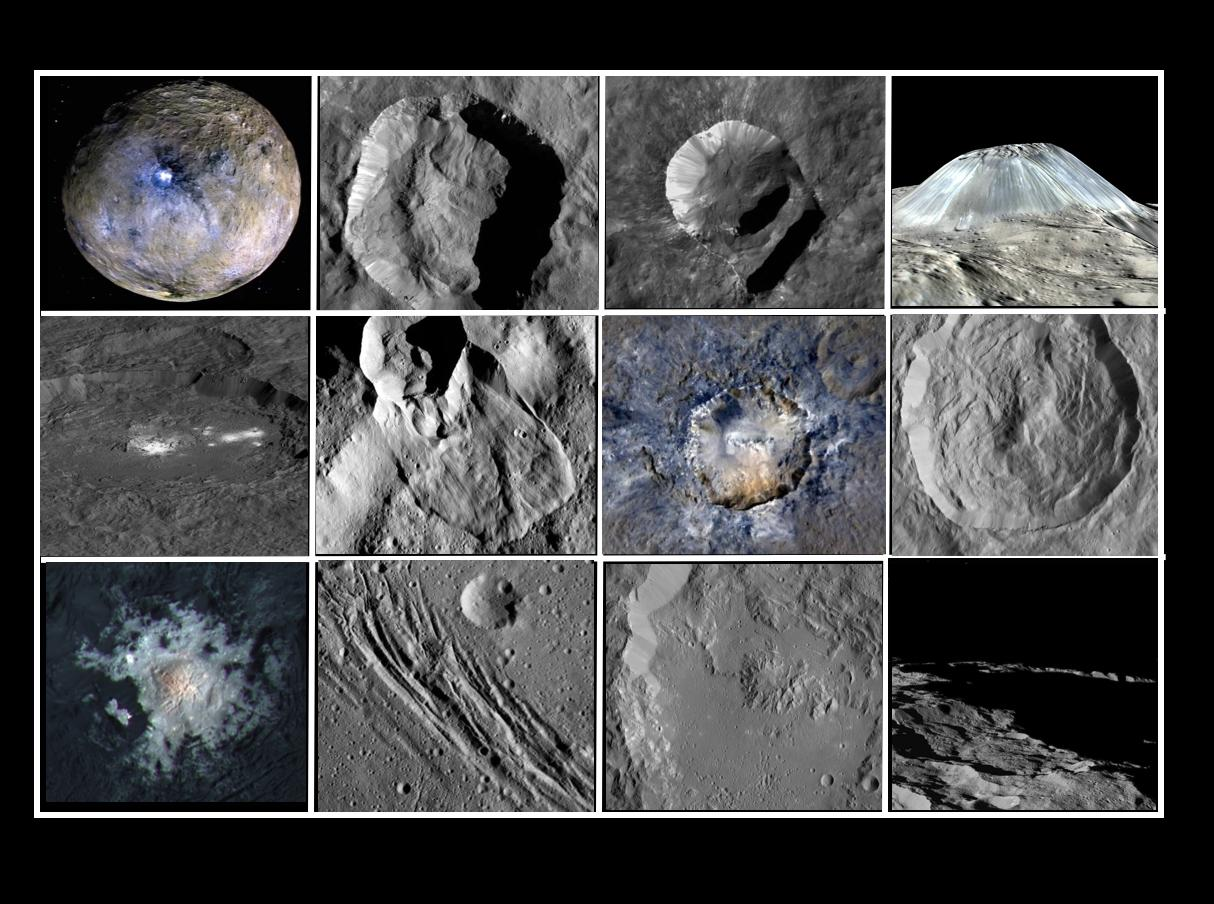
Приклади деталей рельєфу Церери

Список деталей рельєфу Церери включає деталі рельєфу на карликовій планеті Церері, назви яких затверджені Міжнародним астрономічним союзом (МАС). Станом на 2020 рік МАС схвалив назви для 151 геологічного об'єкта на Церері: кратерів, гір, ланцюжків кратерів, уступів, плато, куполів, рівнин, борозн та зморшок. У липні 2018 року NASA опублікувало порівняння фізичних особливостей, знайдених на Церері, з подібними на Землі.
МАС прийняв дві теми для назв об'єктів на Церері: сільськогосподарські божества для кратерів і сільськогосподарські фестивалі для всього іншого.
Виключеням з загальної сільськогосподарської тематики назв є Піацці, — це темна область на південний захід від кратера Данту, відкрита на наземних зображеннях ще до прибуття «Dawn» на Цереру і названа на честь Джузеппе Піацці, першовідкривача Церери.

## Ланцюжки кратерів
| Українська назва | Оригінальна назва | Походження назви | Діаметр (км) | Зображення |
| ---------------- | ----------------- | --- | ------------ | ---------- |
| Балтай           | Baltay Catena     | Балтай, мордовське сільськогосподарське свято                                                                                            | 83.5         |            |
| Гербер           | Gerber Catena     | Гербер, удмуртське сільськогосподарське свято після весняної сівби в червні                                                              | 100          |            |
| Юніна            | Junina Catenae    | Юніна, бразильський фестиваль сільської тематики, що проводиться в червні в кінці сезону дощів, щоб віддячити за родючий дощ             | 263          |            |
| Понгал           | Pongal Catena     | Понгал, тамільське свято врожаю в середині січня                                                                                         | 95.5         |            |
| Самайн           | Samhain Catenae   | Самайн, гельське свято наприкінці сезону збору врожаю, яке відзначалося в Ірландії та Шотландії протягом семи днів у жовтні та листопаді | 715          |            |
| Ухола            | Uhola Catenae     | Ухола, нігерійське свято врожаю | 400          |            |

## Кратери

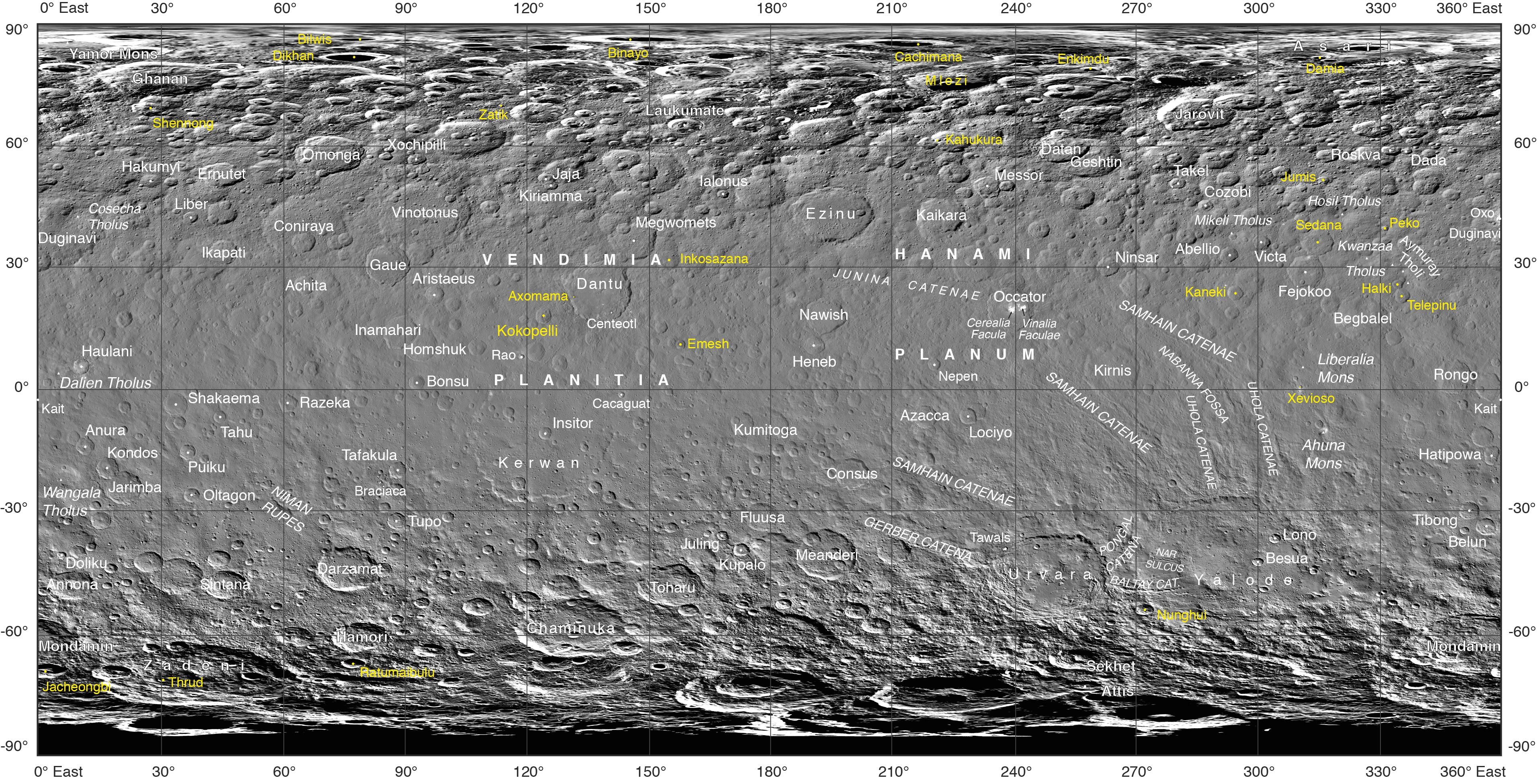
Офіційна номенклатура Церери (вересень 2017)

Церера насичена ударними кратерами. У багатьох є центральна ямка або світла пляма.
У першій партії з 17 назв, схвалених МАС, кратери на північ від 20° північної широти мали назви, що починалися на літери A — G (при цьому Асарі був найдальшим на півночі), кратери між 20° північної та південної широти починалися на H — R, а ті, що розташовані далі на південь, починаються літерами S — Z (причому Zadeni є найдальшим на південь).
| Українська назва | Ориганальна назва | Походження назви | Діаметр (км) | Зображення |
| ---------------- | ----------------- | --- | ------------ | ---------- |
| Абелліо          | Abellio           | Абелліо, галльський бог яблуні | 32           |            |
| Ачіта            | Achita            | Ачіта, тівський бог землеробства | 40           |            |
| Аннона           | Annona            | Аннона, римська богиня посівів і врожаю | 60           |            |
| Анура            | Anura             | Анура, аравакський (Гаяна) дух насіння тютюну | 37           |            |
| Арістей          | Aristaeus         | Арістей, грецький бог землеробства | 35.8         |            |
| Асарі            | Asari             | Асарі, ассирійський бог землеробства (in the image at right, Asari is just above center)                                                                         | 56           |            |
| Аттіс            | Attis             | Аттіс, грецький і фригійський бог рослинності та родючості | 22           |            |
| Аксомама         | Axomama           | Аксомамма, інкська богиня картоплі | 5            |            |
| Азака            | Azacca            | Азака Медех, гаїтянський лоа сільського господарства | 49.91        |            |
| Бегбалел         | Begbalel          | Багбалель, япський охоронець полів таро, який керує врожайністю посівів                                                                                          | 102          |            |
| Белун            | Belun             | Белун, білоруський бог поля | 36.04        |            |
| Бесуа            | Besua             | Бесуа, другорядний єгипетський бог зерна | 17           |            |
| Білвіс           | Bilwis            | Білвіс, німецький дух зерна | 7            |            |
| Бінайо           | Binayo            | Бінайо, мангіанський жіночий дух, доглядач рисових духів | 16           |            |
| Бонсу            | Bonsu             | Бонсу, бог батеків, який стежить за фруктами та квітами | 31           |            |
| Брасіака         | Braciaca          | Бог солоду в кельтській міфології | 8            |            |
| Какагуат         | Cacaguat          | Нікарагуанський бог какао | 13.6         |            |
| Сентеотль        | Centeotl          | Сентеотль, ацтекський бог кукурудзи та землеробства | 6            |            |
| Чамінука         | Chaminuka         | Шонський дух (Зімбабве), який забезпечує дощі під час посухи | 122          |            |
| Конірая          | Coniraya          | Конірая, місячне божество інків, відповідальне за сільськогосподарські тераси та зрошення                                                                        | 135          |            |
| Конс             | Consus            | Конс, давньоримський бог землеробства, який спостерігав за зібраним урожаєм                                                                                      | 64           |            |
| Козобі           | Cozobi            | Козобі, сапотецький (південна Мексика) бог кукурудзи та їжі | 24           |            |
| Дада             | Dada              | Нігерійський бог овочів | 12           |            |
| Дамія            | Damia             | Грецька богиня зернових полів і посівів | 7            |            |
| Данту            | Dantu             | Данту, бог га, пов’язаний із посівом зерна | 126          |            |
| Дарзамат         | Darzamat          | Дарза мате, латвійське божество, «мати саду» | 92           |            |
| Датан            | Datan             | Польський бог обробки землі | 60           |            |
| Дікхан           | Dikhan            | Діхан баба, казахське доісламське божество землеробства | 21           |            |
| Доліку           | Doliku            | Дагомейський (Бенін) бог полів | 15           |            |
| Дугінаві         | Duginavi          | Бог народа когі (північна Колумбія), який навчив людей землеробству                                                                                              | 155          |            |
| Емеш             | Emesh             | Шумерський бог рослинності та землеробства | 20           |            |
| Енкімду          | Enkimdu           | Шумерський бог землеробства | 9            |            |
| Ернутет          | Ernutet           | Ернутет, єгипетська богиня врожаю з головою кобри | 53.4         |            |
| Езіну            | Ezinu             | Шумерська богиня зерна | 116          |            |
| Феджокоо         | Fejokoo           | Божество ігбо, яке постачало ямс | 68           |            |
| Флууса           | Fluusa            | Осканська (давня південна Італія) богиня квітів, двійник римської богині Флори                                                                                   | 60           |            |
| Гауе             | Gaue              | Германська богиня, якій приносять жертви за врожай жита | 80           |            |
| Гештін           | Geshtin           | Шумерська богиня виноградної лози та вина | 80           |            |
| Гханан           | Ghanan            | Чанан, цельтальський бог кукурудзи | 68           |            |
| Накум'ї          | Hakumyi           | Парагвайський, бразильський і болівійський дух, який допомагає в садівництві                                                                                     | 29.2         |            |
| Хаморі           | Hamori            | Японський бог, захисник листя дерев | 60           |            |
| Хатіпова         | Hatipowa          | Індійський бог землеробства | 40           |            |
| Хаулані          | Haulani           | Хау-лані, гавайська богиня рослин | 34           |            |
| Хенеб            | Heneb             | Ранній єгипетський бог зерна, плодів і виноградників | 39           |            |
| Хомшук           | Homshuk           | Дух кукурудзи сьєрра-пополука (Південна Мексика) | 70           |            |
| Ялонус           | Ialonus           | Ялон, кельтський (британський) бог оброблених полів і луків | 16.5         |            |
| Ікапаті          | Ikapati           | Лакапацька, ікапацька, тагальська богиня оброблених земель | 50           |            |
| Інамахарі        | Inamahari         | Одне з пари (чоловік і жінка) божеств сіу (Південна Кароліна), яких викликають для успіху під час сівби                                                          | 68           |            |
| Інсітор          | Insitor           | Інситор, бог-помічник Церери та римське землеробське божество, відповідальне за посів                                                                            | 26           |            |
| Джаджа           | Jaja              | Абхазька богиня врожаю | 22           |            |
| Джарімба         | Jarimba           | Яримба, антакірінський (Австралія) бог квітів і плодів | 69           |            |
| Джаровіт         | Jarovit           | Яровит (Яровит), праслов'янський бог родючості та врожаю, який після кожного жнива спускається в підземний світ і повертається щовесни                           | 66           |            |
| Джулінг          | Juling            | Дух посівів оранґ аслі (Малайзія) | 20           |            |
| Кайкара          | Kaikara           | Богиня врожаю конджо і баньоро (Уганда) | 72           |            |
| Каіт             | Kait              | Хатська богиня зерна (Мала Азія). Визначає нуль градусів довготи на Церері                                                                                       | 0.4          |            |
| Канекі           | Kaneki            | Мікронезійський (острів Понпеї/Понапе, Каролінські острови) бог кокосової пальми                                                                                 | 31.5         |            |
| Керван           | Kerwan            | Дух хопі проростаючої кукурудзи | 280          |            |
| Кіріамма         | Kiriamma          | Веддська (Шрі-Ланка) богиня та постачальник їжі («молочна мати»)                                                                                                 | 18.7         |            |
| Кірніс           | Kirnis            | Кірніс, литовський дух і охоронець вишневих дерев | 115          |            |
| Кокопеллі        | Kokopelli         | Божество родючості пуебло, яке керує сільським господарством | 34           |            |
| Кондос           | Kondos            | Фінське землеробське божество | 44           |            |
| Кумітога         | Kumitoga          | Кумітога, туамотуанська богиня бенкетів і одна з трьох богинь рослинного світу                                                                                   | 96           |            |
| Купало           | Kupalo            | Слов'янський бог рослинності та врожаю | 26           |            |
| Лаукумате        | Laukumate         | Латиський дух, «мати полів» | 29.7         |            |
| Лібер            | Liber             | Лібер, римський бог землеробства | 23           |            |
| Лосійо           | Lociyo            | Сапотекське божество (Мексика), якому влаштовують церемонію зрізання першої рослини чилі                                                                         | 37.8         |            |
| Лоно             | Lono              | Лоно, гавайський бог землеробства | 20           |            |
| Меандері         | Meanderi          | Нгаінзька (Нова Гвінея) богиня таро, цукрової тростини та інших продуктів                                                                                        | 103          |            |
| Мегвоветс        | Megwomets         | Юрок (Каліфорнія) карликовий бог жолудів і розповсюджувач рослинності                                                                                            |              |            |
| Мессор           | Messor            | Месор, бог-помічник Церери та римський бог збирання врожаю, скошування зерна                                                                                     | 40           |            |
| Млезі            | Mlezi             | Ім'я бога Тіло як «Подавець їжі» (племена тонга Mалаві та Замбії)                                                                                                | 41.5         |            |
| Мондамін         | Mondamin          | Бог кукурудзи оджибве (район озера Верхнє, Канада та Сполучені Штати) (Close-up Image-1; Close-up Image-2; Close-up Image-3; Close-up Image-4; Close-up Image-5) | 126          |            |
| Навіш            | Nawish            | Акомський охоронець полів | 77           |            |
| Непен            | Nepen             | Єгипетський бог дощу | 26.4         |            |
| Нінсар           | Ninsar            | Нінсар, шумерська богиня рослин і рослинності | 40           |            |
| Нунгуй           | Nunghui           | Жіночий дух садової землі та гончарної глини канелос кінчуа (Еквадор)                                                                                            | 22           |            |
| Оккатор          | Occator           | Оккатор, бог-помічник Церери та римське землеробське божество боронування. «Регіон А» на наземних зображеннях                                                    | 92           |            |
| Олтагон          | Oltagon           | Філіппінська богиня землеробства | 28           |            |
| Омонга           | Omonga            | Рисовий дух морі (томорі), який живе на Місяці (Close-up Image)                                                                                                  | 77           |            |
| Оксо             | Oxo               | Бог землеробства кандомбле (і йоруба) | 10           |            |
| Пеко             | Peko              | Бог родючості сето (південний схід Естонії) | 11           |            |
| Піуку            | Piuku             | Карибський бог маніок (річка Барама, Гаяна) | 31           |            |
| Рао              | Rao               | Мангареванський бог бере участь у посадці куркуми | 12           |            |
| Ратумайбулу      | Ratumaibulu       | Фіджійський змій, бог землеробства та підземного світу | 20           |            |
| Разека           | Razeka            | Арабський племінний, якому поклонялися як постачальнику їжі | 38.38        |            |
| Ронго            | Rongo             | Ронго, маорійський бог землеробства (Close-up Image) | 68           |            |
| Росква           | Roskva            | Тевтонська богиня, яка символізує стиглі поля врожаю | 22           |            |
| Сехет            | Sekhet            | Єгипетське ім’я Ісіди як богині оброблених земель і полів (Close-up Image)                                                                                       | 41           |            |
| Шакаема          | Shakaema          | Шакаема, бог рослинності хіваро (Еквадор і Перу), якого закликають при посадці та вирощуванні бананів                                                            | 49           |            |
| Шеннонг          | Shennong          | Шен Нонг, китайське божество сільського господарства з головою бізона                                                                                            | 32.5         |            |
| Сінтана          | Sintana           | Божество когі, яке створило родючу чорну землю | 61           |            |
| Таху             | Tahu              | Уособлення їжі маорі (Нова Зеландія) | 25           |            |
| Тафакула         | Tafakula          | Тонганська (Полінезія) богиня, закликана для сприятливих сезонів для врожаю                                                                                      | 34           |            |
| Такел            | Takel             | Як Такель, семанзька богиня врожаю бульб | 21           |            |
| Тавалс           | Tawals            | Польський бог поля та землі | 8.8          |            |
| Телепіну         | Telepinu          | Хетський бог родючості та рослинності | 31           |            |
| Труд             | Thrud             | Скандинавська богиня, пов'язана з насінням | 7.8          |            |
| Тібонг           | Tibong            | Злий дух в землі Даяк (Борнео), який пожирає і виснажує рис | 37           |            |
| Тохару           | Toharu            | Бог їжі та рослинності пауні (Close-up Image) | 87           |            |
| Тупо             | Tupo              | Маловідомий мангарівський бог безладу, який бере участь у посадці куркуми                                                                                        | 37           |            |
| Урвара           | Urvara            | Стародавнє божество рослин (іранське) і родючих полів (індійське)                                                                                                | 163          |            |
| Вікта            | Victa             | Римська богиня їжі та живлення | 30           |            |
| Вінотонус        | Vinotonus         | Бритонський (кельтський) бог виноградної лози (вина) | 140          |            |
| Ксевіосо         | Xevioso           | Фонський (Бенін/Дагомея) бог грому та родючості | 8.5          |            |
| Ксочіпіллі       | Xochipilli        | Ксочіпіллі, ацтекський бог родючості, пов'язаний з кукурудзою та квітами; покровитель музики і танцю                                                             | 22.7         |            |
| Ялоде            | Yalode            | Дагомейська богиня, якій поклоняються жінки під час обрядів збору врожаю                                                                                         | 260          |            |
| Задені           | Zadeni            | Задені, стародавній грузинський бог щедрих врожаїв | 129.28       |            |
| Затік            | Zatik             | Вірменський бог родючості і рослинності | 4            |            |

## Факули(світлі плями)
Кілька найяскравіших факул не отримали назв, а були тільки пронумеровані.
| Українська назва | Оригінальна назва | Походження назви                                  | Номер | Місцезнаходження          | Зображення |
| ---------------- | ----------------- | ------------------------------------------------- | ----- | ------------------------- | ---------- |
| Факула Цереалії  | Cerealia Facula   | Цереалії, давньоримське свято богині зерна Церери | 5     | Кратер Оккатор (у центрі) |            |
| Факула Пасоли    | Pasola Facula     | Пасола, фестиваль посіву рису на острові Сумба    | 5     | Кратер Оккатор (у центрі) |            |
| Факула Віналії   | Vinalia Faculae   | Віналії, римські винні фестивалі                  | 5     | Кратер Оккатор (схід)     |            |

| Номер | Місцезнаходження                       | Зображення |
| ----- | -------------------------------------- | ---------- |
| 1     | Кратер Хаулані                         |            |
| 2     | Кратер Данту                           |            |
| 3     | Кратер Купала                          |            |
| 4     | Ймовірно, на південь від кратера Навіш |            |

## Борозни
| Українська назва | Оригінальна назва | Походження назви                                | Діаметр (км) | Зображення |
| ---------------- | ----------------- | ----------------------------------------------- | ------------ | ---------- |
| Борозна Набанна  | Nabanna Fossa     | Набанна, бенгальське свято врожаю «нового рису» | 168          |            |

## Зсуви
| Українська назва | Оригінальна назва | Походження назви                  | Діаметр (км) | Зображення |
| ---------------- | ----------------- | --------------------------------- | ------------ | ---------- |
| Зсув Данкдаг     | Dankdag Labes     | Dankdag, голландський день подяки | 23.5         |            |
| Зсув Онам        | Onam Labes        | Онам, свято врожаю в Кералі       | 4.8          |            |
| Зсув Сукот       | Sukkot Labes      | Сукот, єврейське свято осені      | 11           |            |

## Лабіринт
| Українська назва  | Оригінальна назва    | Походження назви                 | Діаметр (км) | Зображення |
| ----------------- | -------------------- | -------------------------------- | ------------ | ---------- |
| Лабіринт Макахікі | Makahiki Labyrinthus | Макахікі, гавайське свято врожаю | 22           |            |

## Гори
| Українська назва | Походження назви | Діаметр (км) | Зображення |  |
| ---------------- | ---------------- | --- | ---------- |  |
| Гори Ахуна       | Ahuna Mons       | Ахуна, індійське традиційне свято після збору врожаю | 20         |  |
| Гори Лібералія   | Liberalia Mons   | Лібералія, стародавнє римське свято на честь Лібера та Прозерпіни, божеств виноградної лози, яким поклонялися разом із Церерою як богам родючості, яке проводилося 17 березня | 90         |  |
| Гори Ямор        | Yamor Mons       | Ямор, еквадорський фестиваль кукурудзи | 17         |  |

## Плато
| Українська назва | Оригінальна назва | Походження назви                            | Діаметр (км) | Зображення |
| ---------------- | ----------------- | ------------------------------------------- | ------------ | ---------- |
| Плато Ханамі     | Hanami Planum     | Ханамі, японський фестиваль цвітіння сакури | 555          |            |

## Рівнина
Три рівнини можуть бути великими та значною мірою стертими кратерами.
| Українська назва | Оригінальна назва | Походження назви | Діаметр (км) | Зображення |
| ---------------- | ----------------- | --- | ------------ | ---------- |
| Рівнина Вендімія | Vendimia Planitia | Фестиваль збору винограду Вендімія в Мендосі, Аргентина, протягом першого тижня березня, один із найважливіших фестивалів у країні | 800          |            |

## Область
| Українська назва | Оригінальна назва | Походження назви        | Діаметр (км) | Зображення |
| ---------------- | ----------------- | ----------------------- | ------------ | ---------- |
| Область Хомово   | Homowo Regio      | Хомово, свято врожаю га | 360          |            |

## Уступ
| Українська назва | Оригінальна назва | Походження назви | Діаметр (км) | Зображення |
| ---------------- | ----------------- | --- | ------------ | ---------- |
| Уступ Німан      | Niman Rupes       | Ритуал хопі, що завершує сезон качіна (духовних істот), святкуючи повернення качіна до свого духовного дому в липні та їхню участь у розквіті рослинного світу | 45           |            |

## Зморшка
| Українська назва | Оригінальна назва | Походження назви | Діаметр (км) | Зображення |
| ---------------- | ----------------- | --- | ------------ | ---------- |
| Зморшка Нар      | Nar Sulcus        | Азербайджанськийфестиваль збору врожаю граната, що проводиться в жовтні-листопаді в Гейчаї, центрі вирощування граната в країні | 63           |            |

## Куполи
| Українська назва | Походження назви | Діаметр (км) | Зображення |  |
| ---------------- | ---------------- | --- | ---------- |  |
| Купол Аймурай    | Aymuray Tholi    | Травневе свято врожаю на кечуа (Перу), що означає «пісня жнив»                                                                                  | 81         |  |
| Купол Багач      | Bagach Tholus    | Білоруське свято врожаю 21 вересня | 4.3        |  |
| Купол Кералія    | Cerealia Tholus  | Головне свято в Стародавньому Римі на честь богині зерна Церери (8 днів у середині-кінці квітня)                                                | 3.2        |  |
| Купол Косеча     | Cosecha Tholus   | Колумбійське свято врожаю Косеча, що проводиться в серпні в Перейрі                                                                             | 50         |  |
| Купол Даліен     | Dalien Tholus    | Бон Даліен, кхмерське (камбоджійське) свято в кінці збору рису (січень-лютий)                                                                   | 22         |  |
| Купол Хосіл      | Hosil Tholus     | Хосіл Байрамі, узбецьке (Центральна Азія) свято збирання бавовни                                                                                | 31         |  |
| Купол Кекрі      | Kekri Tholus     | Кекрі, фінський фестиваль, який проводиться в першу суботу листопада                                                                            | 4.6        |  |
| Купол Кванза     | Kwanzaa Tholus   | Кванза, афроамериканський фестиваль, заснований на стародавніх африканських святах врожаю (з 26 грудня по 1 січня)                              | 48         |  |
| Купол Лорі       | Lohri Tholus     | Лорі, пенджабське свято врожаю 13 січня | 3.8        |  |
| Купол Лугхназа   | Lughnasa Tholus  | Кельтське свято врожаю, яке традиційно відзначається 1 серпня                                                                                   | 35,87      |  |
| Купол Мікелі     | Mikeli Tholus    | Мікелі, латвійське свято врожаю, що проводиться наприкінці вересня (день осіннього рівнодення)                                                  | 37         |  |
| Купол Вангала    | Wangala Tholus   | Триденний фестиваль гаро після збору врожаю, який відзначає кінець сільськогосподарського року в листопаді (північно-східна Індія та Бангладеш) | 50         |  |

## Виноски
1. ↑  Назву змінено з «Samhain Catenae» (однина) на «Samhain Catenae» (множина), а межу розширено зі 168 км до 715 км.
2. ↑  Назва змінена з «Ysolo Mons» на «Yamor Mons». Див. Name changed on Ceres. USGS. 7 грудня 2016.
3. ↑  Назву змінено з «Erntedank Planum» на «Hanami Planum».